# キャメロン (小惑星)
キャメロン (2980 Cameron) は、小惑星帯の小惑星。シェルテ・バスがサイディング・スプリング天文台で発見した。
カナダの天体物理学者のアルステア・キャメロンに因んで名付けられた。